# Liste der Vertriebenendenkmale im Land Bremen

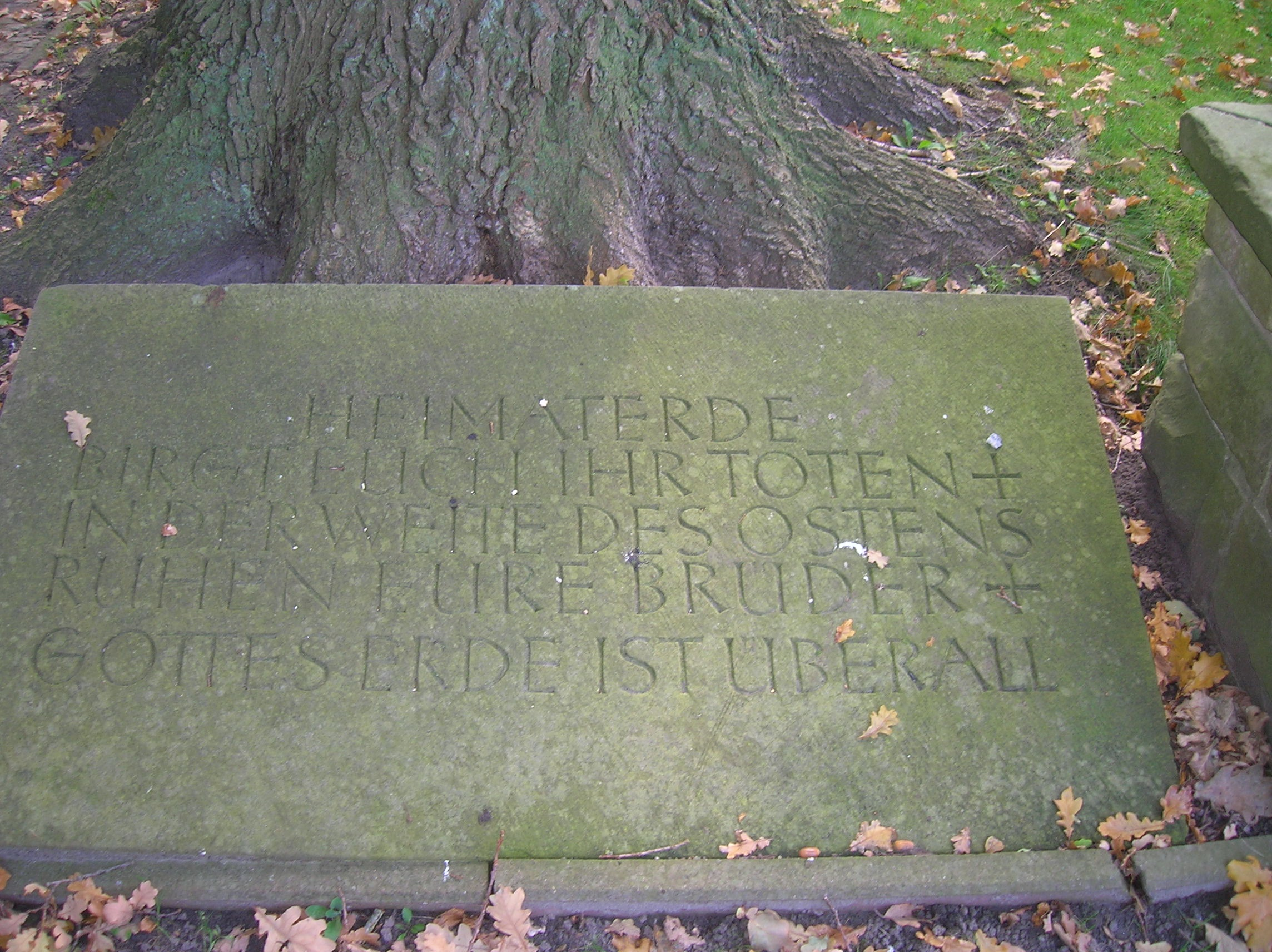
Gedenkplatte im Ehrenhain des Geestemünder Friedhofs

Diese Liste der Vertriebenendenkmale im Land Bremen verzeichnet die Vertriebenendenkmale in Bremen und Bremerhaven.

## Liste
- Bremen, Osterholzer Friedhof – Gedenkstätte mit Hochkreuz und 10 Gedenksteinen (Pommern, Schlesien, Baltikum, Berlin und Mark Brandenburg, Danzig–Westpreußen, Ostpreußen, Sudetenland, Süd-Ostdeutsche Gebiete, Weichsel–Wartheland, Auslands- und Überseedeutsche)
- Bremen, Rathscafé/Deutsches Haus – Anschrift am Deutschen Haus von Wilhelm Kaisen: „Gedenke der Brüder, die das Schicksal unserer Trennung tragen!“
- Bremerhaven

1. Geestemünder Friedhof – Heimatstein (1950/1997) und Gedenkplatte
2. Bürgermeister-Smidt-Gedächtniskirche – Gedenktafel für Bremerhavens Patenstadt Elbing und die Kirchengemeinden des Stadt- und Landkreises Elbing 1237–1969.

## Quelle
- Mahn- und Gedenkstätten, Bremen (BdV)